# Aborto en Baja California
La Interrupción Legal del Embarazo en Baja California refiere al status legal que tiene la llamada ILE en ese estado mexicano, donde el aborto inducido está totalmente despenalizado y legalizado desde octubre de 2021, a petición de cualquier mujer gestante en la entidad hasta la duodécima semana; además de las causales de violación, imprudencial, daño a la salud, alteración al producto y fecundación asistida indebida.
Baja California fue la sexta entidad federativa en México en despenalizar y legalizar el aborto, y la segunda en armonizar sus leyes desde las jurisprudencias de 2021 y 2023 de la Suprema Corte de Justicia de la Nación (acciones de inconstitucionalidad AI 148/2017, AI 106/2018, AI 107/2018 y AI 54/2018; amparo en revisión AR 267/2023). La reforma se aprobó en octubre de 2021 y entró en vigor en noviembre del mismo año. No obstante, la armonización de su Constitución sigue pendiente.

## Marco Legal

### Regulación Constitucional del Estado
| Artículo | Concepto                                                                              | Descripción |
| -------- | ------------------------------------------------------------------------------------- | --- |
| 7.º      | Título Primero. Capítulo IV. De los Derechos Humanos y sus garantías. Primer párrafo. | El Estado de Baja California acata plenamente y asegura a todos sus habitantes los derechos humanos reconocidos en la Constitución Política de los Estados Unidos Mexicanos, y en los Tratados Internacionales de los que el Estado Mexicano sea parte, así como las garantías para su protección, y los demás derechos que reconoce esta Constitución, cuyo ejercicio no podrá restringirse ni suspenderse, salvo en los casos y bajo las condiciones que establece la Constitución Política de los Estados Unidos Mexicanos; de igual manera esta norma fundamental tutela el derecho a la vida, desde el momento en que un individuo es concebido, entra bajo la protección de la Ley y se le reputa como nacido para todos los efectos legales correspondientes, hasta su muerte natural o no inducida. (Inválida de manera general por precedentes de la SCJN AI 106/2018 y AI 107/2018) |

### Regulación Penal
| Artículo | Concepto                         | Descripción |
| -------- | -------------------------------- | --- |
| 132.º    | Definición de aborto.            | Después de la semana 12 de gestación la cual inicia después de la implantación del embrión en el endometrio. |
| 133.º    | Sanciones por aborto consentido. | Gestante: 3 meses a 1 año de prisión o de 50 a 200 días de trabajo comunitario. Colaborador: 1 a 3 años de prisión. Solo cuando es consumado y después del límite legal (sanciones inválidas por sentencia AI 148/2017 de la SCJN). |
| 134.º    | Definición de aborto forzado.    | Interrupción del embarazo sin consentimiento de la mujer o la persona gestante en cualquier momento de la gestación. |
| 134.º    | Sanciones por aborto forzado.    | 5 a 8 años de prisión (si se emplea violencia física o moral aumenta de 8 a 10 años de prisión). |
| 135.º    | Sanciones por aborto específico. | Suspensión profesional por un tiempo igual a la pena en cárcel (personal de medicina, enfermería o matronería). Por aborto consentido después del límite legal (sanciones inválidas por sentencia AI 148/2017 de la SCJN) o por aborto forzado. |
| 136.º    | Causales del aborto legal        | Excluyentes de responsabilidad: I libre voluntad en las primeras 12 semanas de embarazo, II violación y fecundación asistida indebida, III daño a la salud, IV alteración al producto, V imprudencial. |
| 136.º    | Causales del aborto legal        | En las fracciones II, III y IV el personal de los servicios de salud debe brindar a la o al paciente información objetiva, oportuna, suficiente y veraz sobre las consecuencias, efectos, procedimientos y riesgos; así como de las alternativas y apoyos existentes, para que la o el gestante pueda tomar una decisión de manera informada, libre y responsable. Así mismo, en las fracciones III y IV se necesita el juicio de dos profesionales de la medicina. |

### Regulación Sanitaria
| Artículo    | Concepto                                                                                       | Descripción |
| ----------- | ---------------------------------------------------------------------------------------------- | --- |
| 26.º        | Capítulo Cuarto. De los Servicios de Salud. Sección IV. De la planificación familiar.          | Se ofrecerá asistencia médica a la mujer o persona gestante que decida interrumpir su embarazo. |
| 50.º nonies | Capítulo Cuarto. De los Servicios de Salud. Sección XV. De la Interrupción Legal del Embarazo. | En las instituciones públicas de salud, se procederá respetando la autonomía de la voluntad, en condiciones de calidad, confidencialidad, privacidad, trato digno, de manera gratuita y según las causales y supuestos del Código Penal y la NOM-046-SSA2-2005.                       |
| 50.º nonies | Capítulo Cuarto. De los Servicios de Salud. Sección XV. De la Interrupción Legal del Embarazo. | Se otorgarán servicios de consejería médica y social con información laica, libre de estereotipos, oportuna y veraz para que las y los solicitantes conozcan las posibles consecuencias en su salud así como sus opciones (tales como la adopción o los programas sociales de apoyo). |
| 50.º nonies | Capítulo Cuarto. De los Servicios de Salud. Sección XV. De la Interrupción Legal del Embarazo. | El personal médico y objetor de conciencia médica tiene la obligación conducirse con respeto, sin ningún tipo de discriminación y trato digno hacia la o el paciente. |
| 50.º nonies | Capítulo Cuarto. De los Servicios de Salud. Sección XV. De la Interrupción Legal del Embarazo. | Se deberá efectuar en un término no mayor a cinco días hábiles, contados a partir de la presentación de la solicitud y una vez satisfechos los requisitos. |
| 50.º nonies | Capítulo Cuarto. De los Servicios de Salud. Sección XV. De la Interrupción Legal del Embarazo. | Las instituciones públicas atenderán a las y los pacientes sin condicionamiento alguno y de manera universal, sin importar si las y los gestantes cuentan con algún otro seguro de salud público o privado.                                                                           |
| 50.º decies | Capítulo Cuarto. De los Servicios de Salud. Sección XV. De la Interrupción Legal del Embarazo. | El personal médico tiene derecho a no realizar estos procedimientos si sus convicciones personales o creencias religiosas no se los permiten. Sin embargo, están obligados a referir sin dilación alguna a la o el paciente con otra u otro profesional no objetor.                   |
| 50.º decies | Capítulo Cuarto. De los Servicios de Salud. Sección XV. De la Interrupción Legal del Embarazo. | No puede invocarse la objeción de consciencia cuando el procedimiento debe realizarse con urgencia (para salvaguardar la salud o la vida del gestante). Tampoco se podrá negar en la atención sanitaria posterior al aborto.                                                          |
| 50.º decies | Capítulo Cuarto. De los Servicios de Salud. Sección XV. De la Interrupción Legal del Embarazo. | Todas las instituciones públicas de salud deben contar, de manera permanente, con personal no objetor para prestar el servicio. |
| 50.º decies | Capítulo Cuarto. De los Servicios de Salud. Sección XV. De la Interrupción Legal del Embarazo. | El incumplimiento de las obligaciones establecidas podrá dar lugar a responsabilidades de carácter civil, administrativa o penal, según corresponda. |

### Regulación contra la Violencia Sexual
| Artículo | Concepto                                                                                                 | Descripción |
| -------- | --- | --- |
| 30.º     | Título Tercero. De las Medidas de Ayuda y Asesoría. Capítulo I. Medidas de ayuda inmediata. Fracción IX. | Los servicios de emergencia médica en casos de delitos de violencia sexual incluyen anticoncepción de emergencia e interrupción legal del embarazo; además de lo que contemple y prevea tanto esta ley como la Ley General de Víctimas.                                                                         |
| 33.º     | Título Tercero. De las Medidas de Ayuda y Asesoría. Capítulo I. Medidas de ayuda inmediata.              | Toda víctima de violación sexual, o cualquier otra conducta que afecte su integridad física o psicológica, se le brindará los servicios de anticoncepción de emergencia y de interrupción del embarazo, respetando sus derechos humanos, con enfoque transversal de género, ya sea diferencial o especializado. |
| 33.º     | Título Tercero. De las Medidas de Ayuda y Asesoría. Capítulo I. Medidas de ayuda inmediata.              | Las instituciones públicas de salud que brinden asistencia, atención y servicios a las víctimas de violencia sexual, dispondrán de personal capacitado en el tratamiento y servicios de anticoncepción de emergencia e interrupción del embarazo, los cuales serán de forma gratuita.                           |

## Estadísticas
Desde la aprobación de la reforma que permite la interrupción legal del embarazo (ILE) hasta las 12 semanas de gestación, Baja California ha registrado un incremento en el número de procedimientos realizados en instituciones públicas de salud. En los primeros años tras la reforma, la información pública era limitada. Según datos obtenidos mediante solicitud de transparencia por el Grupo de Información en Reproducción Elegida, se sabe que hasta enero de 2023 sólo se habían realizado 362 procedimientos. De acuerdo con cifras de la Secretaría de Salud del Estado (ISESALUD), los registros anuales son los siguientes:
| Año  | Cantidad | Variación anual aproximada |
| ---- | -------- | -------------------------- |
| 2021 | 20       | —                          |
| 2022 | 292      | +1,360 %                   |
| 2023 | 1,019    | +248 %                     |
| 2024 | 1,377    | +35 %                      |

## Acceso a la Interrupción Legal del Embarazo

### Instituciones de Salud Pública del Estado de Baja California
Según información del Programa de Aborto Seguro publicada por el Instituto de Servicios de Salud del Estado de Baja California (ISESALUD) en enero de 2024, existen tres módulos de atención para la Interrupción Legal del Embarazo (ILE): el Hospital Materno Infantil de Mexicali, la Jurisdicción de Servicios de Salud en Tijuana y el Hospital General de Ensenada. Estas unidades brindan atención ambulatoria con medicamento y cuentan con personal capacitado para acompañar el proceso conforme a los lineamientos federales.
No obstante, el Directorio de Servicios de Aborto Seguro, elaborado por el Centro Nacional de Equidad de Género y Salud Reproductiva (CNEGSR) en colaboración con Ipas México, identifican más unidades pertenecientes al sistema estatal de salud que ofrecen el servicio. Esta diferencia refleja una posible falta de actualización o coordinación entre dependencias gubernamentales en la difusión de información pública.
| Municipio | Institución                                                      |
| --------- | ---------------------------------------------------------------- |
| Mexicali  | Hospital Materno Infantil de Mexicali                            |
| Mexicali  | Centro Avanzado de Atención Primaria en Salud Guadalupe Victoria |
| Tijuana   | Consultorio de la Jurisdicción Sanitaria                         |
| Tijuana   | Centro de Salud Francisco Villa                                  |
| Tijuana   | Centro de Salud Mariano Matamoros                                |
| Ensenada  | Hospital General de Ensenada                                     |
| Rosarito  | Centro de Salud Urbano Playa de Rosarito                         |

Se ha dado a conocer la línea telefónica (686-559 5800 con extensión 4232) del programa de Aborto Seguro del ISESALUD, para todas las personas que requieran el servicio de interrupción del embarazo, sea por cualquier supuesto o causal.
También se han instalado otras clínicas privadas en las principales ciudades de la entidad. Algunas ya se han adaptado al servicio de telemedicina para atender a pacientes locales o en otras entidades tanto permisivas como restrictivas.

### Procedimientos
Como indica la guía federal del Lineamiento Técnico para la atención del Aborto Seguro en México (siguiendo los estándares de la Organización Mundial de la Salud), en la actualidad, el legrado uterino instrumental se considera obsoleto, nocivo y está totalmente desaconsejado. En su lugar, los protocolos federales sugieren dos abordajes para interrumpir embarazos de manera segura y de calidad, siempre y cuando se realicen bajo las condiciones médicas correctas y en un contexto de legalidad:

#### Aborto farmacológico
El aborto farmacológico, consiste en el uso de mifepristona y misoprostol por diferentes vías (vestibular, vaginal o sublingual) ya sea combinado (ambas sustancias) o de manera individual (misoprostol únicamente). Ambos medicamentos provocan dilatación del cérvix y contracciones uterinas que contribuyen a la expulsión de su contenido. 
La dosis y vía de administración del tratamiento depende de las semanas de gestación o del antecedente de cirugías uterinas previas. Se considera no invasivo por lo que no necesita de un antibiótico profiláctico (previo a la intervención). En el régimen combinado (comparado con el individual) el tiempo para la resolución del aborto es menor (en horas o días) y suele haber menos molestias posteriores. Su éxito terapéutico podría disminuir conforme aumenta la edad gestacional. 
- Antes de la semana 10, el procedimiento puede realizarse total o parcialmente autogestionado y con una asesoría o vigilancia mínima (ya sea por prestador/a de servicios de salud o por colectiva de acompañamiento).
- Entre la semana 10 y 12 se requiere mayor seguimiento y vigilancia por el personal especializado. Está contraindicado en presencia de inestabilidad hemodinámica y sepsis.

#### Aborto quirúrgico
El aborto quirúrgico se realiza a través de la succión del producto con la ayuda de instrumentación médica de operación manual o eléctrica (como cánulas, tubos o bombas). Sí precisa de antibiótico profiláctico (previo a la intervención), así como de bloqueo paracervical y analgésicos. Las molestias posteriores serían mínimas y la resolución del aborto es inmediata. 
Este método también es conocido como aspiración endouterina y es la primera elección cuando hay presencia de inestabilidad hemodinámica y sepsis.

#### Efectos secundarios y señales de alarma
Al tratarse de procedimientos médicos, se tiene la posibilidad de presentar pequeñas molestias que pueden controlarse satisfactoriamente si se toman las medidas preventivas y se sigue fielmente las recomendaciones del personal especializado. Estas pueden ser dolor cólico y sangrado transvaginal, ligeramente mayor a lo experimentado en una menstruación. La intensidad de lo anterior disminuirá de manera progresiva, aunque podría continuar en menor cantidad y de manera esporádica durante las primeras 4 a 6 semanas. También se puede experimentar algo de fiebre en las primeras 24 horas, la cual cederá con la ingesta de antipiréticos. Así mismo, para evitar el riesgo de infección, se deberán tomar medidas de higiene vaginal y no se recomienda tener relaciones sexuales en un periodo aproximado de dos semanas.
Igualmente, existe una pequeña posibilidad, y bastante infrecuente, de experimentar algunos riesgos. De esta manera, la o el paciente deberá buscar atención médica inmediata ante los siguientes datos de alarma: ausencia de sangrado o cantidad mínima de este (sobre todo entre las primeras 4 a 6 horas posteriores ya que puede indicar fallo en el procedimiento o un embarazo ectópico), un sangrado persistente y progresivo (que empape más de dos toallas higiénicas por hora durante dos horas consecutivas), secreción fétida, debilidad, mareo, reacciones alérgicas a algún medicamento (como exantemas o edemas faciales o bucales), así como fiebre o malestar general después de las primeras 24 horas.
En el primer trimestre, los procedimientos siempre deberían ser ambulatorios, por lo que pueden realizarse en cualquier unidad de primer nivel (centros de salud o clínicas familiares). En el segundo trimestre se requeriría de atención intrahospitalaria, por lo que pueden realizarse en cualquier unidad de segundo nivel (hospitales generales o regionales).

### Normativa aplicable
Así mismo, el Lineamiento Técnico para la atención del Aborto Seguro en México hace hincapié en dos leyes federales fundamentales: la NOM-046-SSA2-2005 y la Ley General de Víctimas (LGV). Estas dos últimas normatividades señalan que para acceder a la Interrupción Voluntaria del Embarazo (en caso de violación):
- No se requiere presentar denuncia previa ante el Ministerio Público ni contar con autorización judicial.
- Basta con una solicitud por escrito bajo protesta de decir la verdad, en la que se manifieste que el embarazo es producto de una violación.
- El personal de salud no está obligado a verificar la veracidad del dicho.
- Personas menores de 12 años requieren autorización de madre, padre, tutor o representante legal.
- Personas mayores de 12 años pueden tomar la decisión de manera autónoma.
- No se establece límite gestacional para acceder a este derecho.

La Suprema Corte de Justicia de la Nación ha ratificado estas disposiciones en múltiples resoluciones (amparos en revisión AR-601/2017, AR-1170/2017, AR-438/2020; controversias constitucionales CC 53/2016 y CC 45/2016).

### Consentimiento informado
Finalmente y posterior a la consejería, las y los pacientes tendrían que llenar y firmar formatos sobre el consentimiento informado pues representa el principal instrumento jurídico y ético para que la persona sea dueña efectiva de sus decisiones, como corresponde a su dignidad y autonomía. A través de este documento, las personas usuarias del servicio otorgarán o no su autorización para cada uno de los procedimientos (como la modalidad de abordaje o el método anticonceptivo posterior), las posibles alternativas o los probables riesgos. Así mismo, las y los pacientes tienen el derecho y facultad de poder revocarlo si así lo quieren. En caso de personas con discapacidad transitoria o permanente, el consentimiento informado debería ser suscrito por el familiar más cercano o el tutor / representante legal. En casos extremos, cuando no exista acompañante y la persona usuaria cuenta con una discapacidad, el personal médico (previa valoración y con el acuerdo de por lo menos dos profesionales) podrían otorgar el consentimiento informado.

## Historia de la despenalización del aborto

### El caso Paulina
En julio de 1999, se dio uno de los casos más paradigmáticos en México sobre el aborto en caso de violación. En aquella época, Paulina del Carmen Ramírez Jacinto, una adolescente de 13 años de edad y residente de la ciudad de Mexicali, había quedado embarazada por culpa de una agresión sexual cometida por un intruso que intentó asaltar su hogar. Aunque en Baja California ella podía interrumpir su embarazo de manera legal por esta causa, a partir de su denuncia ante el Ministerio Público, se iniciaron una serie de atropellos crueles para persuadirla de no abortar. 
En primer lugar, nunca se le informó sobre la existencia de la anticoncepción de emergencia ni sobre su derecho a poder abortar si así ella lo decidía. En segundo lugar, cuando se le autorizó la interrupción de su embarazo, en septiembre de ese mismo año, se le obligó a que se realizara en un nosocomio público. Ella escogió, en octubre de ese mismo año, el Hospital General de Mexicali, pero el personal del mismo utilizó demasiados pretextos para no atenderla. Y, en tercer lugar, fue aterrorizada para que desistiera de su decisión a través de información sesgada y falsa. No solo fue atacada por grupos religiosos, quienes la obligaron a ver imágenes de fetos destrozados, sino que también el mismo gobierno estatal la engaño prometiéndole indemnizaciones y ayudas, tanto a ella como a su futuro bebé, las cuales nunca llegaron. Igualmente, el director de esa institución médica en aquella época, Ismael Ávila Íñiguez, le mintió asegurándole que quedaría estéril o que moriría. Hasta el mismo procurador de justicia local, Juan Manuel Salazar Pimentel, la llevó ante un sacerdote a pesar de que el Estado mexicano se rige bajo una estricta laicidad desde 1857. Finalmente lograron su cometido y ella dio a luz a un niño en el año 2000. 
El Partido Acción Nacional, que gobernaba este estado en aquel tiempo, ganó las elecciones presidenciales del año 2000. Debido a lo anterior, las autoridades simplemente se olvidaron de todas las promesas que le hicieron, así como de los abusos que sufrió, sin que hubiera alguna represalia al respecto. Fue por esto que diversas organizaciones en defensa de los derechos humanos se acercaron a ella para asistirla. El 3 de marzo de 2000, la Procuraduría de los Derechos Humanos y Protección Ciudadana del estado de Baja California dirigió la Recomendación 2/2000 hacia Alejandro González Alcocer, quien fungia como gobernador. Como no hubo aceptación, el 31 de marzo del mismo año, la Comisión Nacional de los Derechos Humanos recibió un oficio mediante el cual la Subprocuraduría de los Derechos Humanos y Protección Ciudadana del Estado de Baja California remitió el expediente de queja PDH/MXLI/1219/99/2, así como el escrito de inconformidad presentado por Rebeca Maltos Garza y Silvia Reséndiz Flores. La CNDH emitió su resolución, a favor de la menor, confirmando que sí existió violación a sus derechos humanos como son los de salud, información, libertad, dignidad, intimidad, confidencialidad, legalidad, fundamentación y competencia. Por ello, el 18 de septiembre de 2000 emitió la Recomendación 18/2000 (véase en enlaces externos).
Posteriormente, se buscó demandar al gobierno mexicano ante la Comisión Interamericana de Derechos Humanos (CIDH), la cual imputó responsabilidad internacional por la violación de los derechos protegidos por los artículos 1.º, 5.º, 7.º, 8.º, 11.º, 12.º, 19.º y 25.º de la Convención Americana sobre Derechos Humanos. Finalmente, a manera de solución amistosa, ambas partes suscribieron en 2006 el Acuerdo 161/02 en el que la Secretaría de Salud (SSA) federal se comprometió a actualizar la NOM 190-SSA1-1999, relativa a la atención médica de la violencia familiar, para incluir la violencia sexual fuera del ámbito familiar. Así nació la NOM-046-SSA2-2005, la cual ha sido hasta la actualidad un hito que ha ayudado a muchísimas víctimas de violación en todo el país para poder ejercer su derecho al aborto legal sin trabas que las revictimicen.

### Despenalización y legalización
En septiembre de 2021, durante la XXIV legislatura del Congreso del Estado de Baja California, se ingresó para consideración el dictamen 4 para despenalizar y legalizar el aborto electivo hasta el primer trimestre de embarazo a través de una reforma al Código Penal para el Estado de Baja California, la Ley de Salud Pública para el Estado de Baja California y la Ley de Víctimas para el Estado de Baja California. El sufragio fue nominal por lo que se hizo registrando la identidad de las y los legisladores en las actas de sesión de ese día. Fue aprobado el 29 de octubre del mismo año por el Pleno con 15 legisladores. Los cambios fueron finalmente publicados con el decreto número 36 en el Periódico Oficial, sin ninguna objeción por parte de la gobernadora Marina del Pilar Ávila Olmeda, el día 12 de noviembre para entrar en vigor un día después.
| Fecha de ingreso:                     | 20 de septiembre de 2021                                      |
| Promotores/as:                        | Diputadas y diputados del Movimiento de Regeneración Nacional |
| Comisiones revisoras:                 | De Gobernación, Legislación y Puntos Constitucionales         |
| Fecha de votación en el pleno:        | 29 de octubre de 2021                                         |
| Resultado de la votación en el pleno: | 15 a favor. 7 en contra. 1 abstenciones.                      |

| Partido                              | A favor | En contra | Abstención |
| ------------------------------------ | ------- | --------- | ---------- |
| Independiente                        | -       | 1         | -          |
| Movimiento Ciudadano                 | 1       | -         | -          |
| Movimiento de Regeneración Nacional  | 10      | -         | 1          |
| Partido Acción Nacional              | -       | 3         | -          |
| Partido Encuentro Solidario          | 1       | 1         | -          |
| Partido Revolucionario Institucional | 1       | -         | -          |
| Partido del Trabajo                  | 1       | 2         | -          |
| Partido Verde Ecologista de México   | 1       | -         | -          |
| Total                                | 15      | 7         | 1          |

### Enmienda constitucional
En diciembre de 2008, la XIX legislatura del congreso local aprobó una reforma al párrafo primero del artículo 7.º de la Constitución Política del Estado Libre y Soberano de Baja California para dotar de personalidad jurídica plena a los productos de la gestación desde el momento de la concepción. Esta entidad fue la segunda en el país en admitir este tipo de preceptos surgidos de la ola antiderechos que se desató en varios congresos locales para repudiar la despenalización y legalización del aborto consentido que se dio en el entonces Distrito Federal en 2007. 
Cabe recordar que el 9 de septiembre de 2021, 10 de los 11 ministros del Pleno de la SCJN ya habían declarado inconstitucional ese tipo de blindajes por medio de las acciones de inconstitucionalidad AI 106/2018 y AI 107/2018. De esta manera, aunque se analizó particularmente la Constitución Política del Estado de Sinaloa, se estableció un precedente general que debería cumplirse en todas las entidades federativas que cuenten con ese tipo de disposiciones.
Por eso, también en septiembre de 2021, la XXIV legislatura del congreso local, se ingresó para consideración el dictamen 3 para reformar aquel artículo. El sufragio también fue nominal. Aunque fue aprobado el 29 de octubre del mismo año por el Pleno con la mayoría absoluta de 14 votos, se desechó debido a que se necesitaba el apoyo de una mayoría calificada (tres cuartas partes) de las y los presentes.
| Fecha de ingreso:                     | 20 de septiembre de 2021                                      |
| Promotores/as:                        | Diputadas y diputados del Movimiento de Regeneración Nacional |
| Comisiones revisoras:                 | De Gobernación, Legislación y Puntos Constitucionales         |
| Fecha de votación en el pleno:        | 29 de octubre de 2021                                         |
| Resultado de la votación en el pleno: | 14 a favor. 9 en contra. 0 abstenciones.                      |

| Partido                              | A favor | En contra | Abstención |
| ------------------------------------ | ------- | --------- | ---------- |
| Independiente                        | -       | 1         | -          |
| Movimiento Ciudadano                 | 1       | -         | -          |
| Movimiento de Regeneración Nacional  | 10      | 1         | -          |
| Partido Acción Nacional              | -       | 3         | -          |
| Partido Encuentro Solidario          | 1       | 1         | -          |
| Partido Revolucionario Institucional | -       | 1         | -          |
| Partido del Trabajo                  | 1       | 2         | -          |
| Partido Verde Ecologista de México   | 1       | -         | -          |
| Total                                | 14      | 9         | 0          |

La reforma, para que fuera constitucional, consistía en quitar el término "desde la fecundación" ya que la SCJN determinó a través de las acciones de inconstitucionalidad AI 106/2018 y AI 107/2018 que no se puede dotar de personalidad jurídica plena a los embriones y fetos. Aunque sí cuentan con ciertas protecciones, estas son mínimas al inicio del embarazo y van aumentando conforme al desarrollo de este. Es decir, las garantías que pudieran tener esos productos de la concepción nunca podrán desconocer o estar por encima de los derechos y libertades de las personas nacidas; las prerrogativas de los primeros nunca deben impedir que los segundos puedan ejercer las suyas. De hecho, la vida en gestación se defiende a través de la vida y bienestar de las mujeres y las personas gestantes a través de la continuidad en sus embarazos siempre que estos sean deseados: asegurando atención prenatal, proveyendo partos saludables y abatiendo la mortalidad materna (entre otros). Únicamente la Constitución Política de los Estados Unidos Mexicanos, a través del Congreso de la Unión, está autorizada a definir de manera explícita cuando inicia la vida humana y cuando alguien se considera persona con plena titularidad de los derechos humanos, sin embargo esto nunca ha sucedido.
Además, si bien en algunos tratados internacionales que México ha firmado y ratificado se habla de un "derecho a la vida" (Convención Americana sobre Derechos Humanos, Pacto Internacional de Derechos Civiles y Políticos), existen diversas acotaciones tanto del Estado mexicano (Declaración interpretativa de 1981) como de instituciones internacionales de defensa de los derechos humanos (Comisión Interamericana de Derechos Humanos con la Resolución No. 23/81 al caso 2141-"Baby Boy" y el Comité de Derechos Humanos de Naciones Unidas con la Observación General No. 6) que señalan que estos documentos no deben entenderse de manera coercitiva con prohibiciones al aborto legal y electivo que pongan en riesgo la salud y la vida de las mujeres y personas gestantes. Es más, la protección de este derecho exige que los países adopten medidas positivas sobre la interrupción del embarazo. Cada país puede establecer en su legislación que la vida iniciaría desde el momento de la concepción, pero no es una obligación hacerlo y mucho menos se puede usar esto como pretexto para vulnerar los derechos sexuales y reproductivos de la ciudadanía.

## Debate de la interrupción legal del embarazo

### A favor
Algunos días antes del fallo de septiembre de 2021 de la SCJN que despenalizó el aborto electivo en todo el país, fue colocado un anuncio espectacular a favor del aborto legal sobre el Boulevard López Mateos de la ciudad de Mexicali, firmado por la colectiva feminista Las Centinelas, red de acompañamiento por el derecho a decidir. El mensaje fue colocado por la conmemoración del Día de Acción Global por un aborto legal y seguro, celebrado cada 28 de septiembre. Señalaba que «en Baja California abortar es posible y seguro. Yo decido» y venía acompañado de un comunicado donde se ponía de manifiesto que las bajacalifornianas, inclusive para las de bajos recursos, puede viajar a las entidades permisivas con ayuda financiera de instituciones civiles. Al mismo tiempo, la Comisión Estatal de los Derechos Humanos de Baja California (CEDHBC) exhortó a los diputados y las diputadas del congreso local a armonizar la normatividad local, sin sesgos ideológicos, para que fuera respetuosa con la sentencia AI 148/2017 de la SCJN.
Las colectivas en el estado, al igual que en otras partes del país, siguen trabajando a través de campañas informativas y redes de acompañamiento ya que algunas se quejan de que el gobierno local no está realizando la difusión, la sensibilización o la capacitación de manera suficiente. No solo eso, estas organizaciones también están ayudando a mujeres y personas gestantes en los Estados Unidos. La ratificación del aborto electivo en Baja California es significativa al tratarse de un estado fronterizo. Si bien el aborto voluntario es legal en el vecino estado de California desde la década de 1970 y los límites son más amplios (entre las 23 y 21 semanas de gestación), en los aquel país, al contrario que México, se vive un proceso de involución para restringir o inclusive prohibir el acceso al aborto legal. Al contrario de California, la situación en el estado de Arizona (con el que Baja California también comparte una pequeña frontera) se describe como hostil. En aquel estado estadounidense, existen proyectos similares a los aprobados en Texas y además, en razón de la revocación de la sentencia del caso Roe vs Wade, no se sabe cuál será la dirección que se tome. A algunas y algunos estadounidenses les parece atractivo venir a México, pues acusan malos tratos o saturación en las unidades médicas de su país que prestan el servicio. Así mismo, el procedimiento es mucho más barato en las clínicas privadas bajacalifornianas, y a diferencia de Estados Unidos, aquí se puede realizar de manera gratuita en hospitales públicos. Además, también de este lado de la frontera, se puede comprar, de manera legal y en cualquier farmacia, Misoprostol sin receta médica. De esta manera, el turismo médico en este estado mexicano está creciendo aún más como sucede en Coahuila en relación con las restricciones en Texas.

### En contra
Baja California fue desde 1989, la primera entidad donde ganó la oposición al autoritario Partido Revolucionario Institucional. Desde entonces y hasta 2018, había sido gobernado por el PAN, que suele clasificarse a la derecha y como conservador en el espectro político mexicano. Aquel partido también ha sido señalado como cercano a la Iglesia Católica y a grupos extremistas como la Organización Nacional del Yunque o la Unión Nacional Sinarquista. No sólo eso, ya que en 2006 se fundó aquí otro partido de derecha conservadora, pero integrado por ministros de culto evangélico, el Partido Encuentro Social (PES) De esta manera, este estado fue un protagonista central durante la cruzada antiderechos que se dio entre la década de 2000 y 2010. Quizás también, debido a ese raigambre reaccionario en el estado, durante los primeros meses posteriores a las reformas de 2021, los grupos religiosos y conservadores fueron especialmente agresivos, virulentos y estridentes.
En primer lugar, a inicios del mismo mes de octubre de 2021, debido al ruido que se generó por el anuncio espectacular en Mexicali, el entonces gobernador Jaime Bonilla Valdez (al igual que Andrés Manuel López Obrador, presidente de México en aquél tiempo) sugirió una consulta popular para que la ciudadanía decidiera sobre el asunto y no el poder legislativo. Aunque el gobierno local de ese entonces, como también el del presidente, emanado del Movimiento de Regeneración Nacional (que suele clasificarse a la izquierda y como progresista en el espectro político mexicano) nunca apoyó abiertamente del tema como tampoco lo hicieron los gobiernos estatales anteriores derivados del PAN. No obstante, ninguno de los dos ejecutivos, ni el local ni el federal, les dio continuidad a sus propuestas y simplemente nunca hubo referéndum alguno.
Un mes después, el día 12 de noviembre de 2021, algunas diputadas locales de Morena denunciaron que fueron amedrentadas por haber apoyado la despenalización y legalización del aborto voluntario. Se sabe que llegaron al edificio del congreso local unos paquetes envueltos como "regalos" que contenían en su interior muñecos de bebés salpicados de pintura roja y mensajes amenazantes que decían: "tú y tu familia tendrán consecuencias hasta la séptima generación por aprobar esta ley que manda asesinar a niños. Cargarás sobre tus hombros la muerte de cada uno de estos pequeñitos y sus mamás". Previamente, durante el día de la elección, el 29 de octubre, en los módulos de atención ciudadana de 3 legisladores locales, se confirmó la instalación de pancartas con mensajes intimidatorios y tripas frescas de res llenas de sangre.
Posteriorimente, el día 1 de noviembre de 2021, durante la toma de protesta del nuevo gobierno local (el de Marina del Pilar Ávila Olmeda) se realizó una pequeña protesta a las afueras del Centro Estatal de las Artes, sobre la Calzada de los Presidentes, en la ciudad de Mexicali. Los manifestantes exigían el veto a las nuevas leyes a través de cruces, imágenes violentas con fetos y cartulinas con mensajes falsos que aseguraban que "la Ley Marina matará bebés de hasta 9 meses de gestación".
Igualmente, el 12 de marzo de 2022, la arquidiócesis de Tijuana organizó una marcha-caravana con un aproximado de 500 automóviles con el objetivo de recaudar firmas para presentarlas ante el Instituto Electoral del Estado de Baja California (IEEBC). Se proponía organizar un referéndum para tumbar las reformas pues, según ellos, el artículo 7.º de la Constitución Política del Estado Libre y Soberano de Baja California seguía protegiendo la vida desde la concepción (a pesar de que la SCJN había invalidado de facto, en septiembre de 2021, todas esas disposiciones en el país). Durante la primera semana de marzo de 2022, la Comisión de Participación Ciudadana y Educación Cívica del IEEBC validó entre 26 mil y 36 mil firmas, lo que representaba un 0.5% del listado nominal de la entidad. Por lo tanto, el plebiscito quedó formalmente ingresado, con clave de expediente IEEBC/CG/REF001/13-01-2022, pasando así a la siguiente etapa que consistía en determinar si la propuesta es trascendente para la vida pública del estado. Sin embargo, un mes después, en abril de 2022, 2 de los 3 consejeros de esa misma comisión del IEEBC lo declararon como improcedente pues restringir de nuevo el aborto electivo vulneraría varios derechos constitucionales de las mujeres y las personas gestantes (como también lo señaló la SCJN en septiembre de 2021). Aunque no se mencionó de manera explícita, en México, los derechos humanos no pueden consultarse según el artículo 11.º, fracción I, de la Ley Federal de Consulta Pública. Los inconformes escalaron su caso al Tribunal de Justicia Electoral de Baja California (TJEBC), pero también fueron rechazaron por la mayoría de los magistrados en mayo de 2022. Por último, el caso llegó al Tribunal Electoral del Poder Judicial de la Federación (TEPJF), donde volvieron a ser desestimados de manera unánime en junio de 2022.
Finalmente, el día 24 de marzo de 2022, varios integrantes de esas organizaciones presentaron ante el congreso local una solicitud de juicio político en contra de los 15 legisladores locales que aprobaron las reformas. No se les dejó entrar a la sesión, pero se les firmó de recibido, sin recibir alguna otra respuesta. Estos grupos utilizan como pretexto que el artículo 7.º de la Constitución local aún contiene un "candado antiaborto" (totalmente inválido por las sentencias AI 106/2018 y AI 107/2018 de la SCJN; además de las que se han ido acumulando en Veracruz, Nuevo León y Aguascalientes) por lo que, según ellos, las diputadas y los diputados a favor del aborto electivo lo "estarían infringiendo". Hasta la fecha, nada ha ocurrido.

## Marco normativo actual
|  |  |
|  |  |